# Żukow: Cień zwycięstwa
Żukow: Cień zwycięstwa (ros. Жуков - Тень победы) – książka autorstwa Wiktora Suworowa z 2002 roku. Utwór był też publikowany pod alternatywnym tytułem Cień zwycięstwa.

## Treść
Tematem książki jest życiorys słynnego radzieckiego marszałka Gieorgija Żukowa. Żukow do tej pory, zarówno w utworach socjalistycznych jak i niektórych zachodnich ukazywany był zwykle jako, wzór idealnego dowódcy i stratega, który powstrzymał Hitlera i uratował świat przed nazizmem. W swej książce Wiktor Suworow próbuje obalić ten mit. W kolejnych rozdziałach przytacza argumenty, które przedstawiają słynnego generała jako wojskowego nieudacznika oraz nikczemnego zbrodniarza.